# Andora na Mistrzostwach Świata w Lekkoatletyce 2017
Andora na Mistrzostwach Świata w Lekkoatletyce 2017 – reprezentacja Andory podczas mistrzostw świata w Londynie liczyła jednego zawodnika, który nie zdobył medalu.

## Rezultaty
| Zawodnik | Konkurencja   | Eliminacje | Eliminacje | Półfinał | Półfinał | Finał    | Finał   |
| Zawodnik | Konkurencja   | Rezultat   | Pozycja    | Rezultat | Pozycja  | Rezultat | Pozycja |
| -------- | ------------- | ---------- | ---------- | -------- | -------- | -------- | ------- |
| Pol Moya | Bieg na 800 m | 1:49,06    | 37.        | NQ       | NQ       | NQ       | NQ      |